# Hullmark Centre
Das Hullmark Centre sind zwei hochmoderne Wohn- und Bürogebäude in North York, Toronto, Ontario, Kanada. Die Gebäude erreichen eine Höhe von 169 und 128 Metern. Die Gebäude wurden mit einem Einkaufs- und Bürozentrum an der Kreuzung Yonge Street und Sheppard Avenue errichtet. Der Komplex wurde von Kirkor Architects & Planners entworfen und von Tridel gebaut.

## Hintergrund
Bereits in den 1970 begann der Unternehmer Murphy Hull für die Vororte von Toronto Eigentumswohnungen zu entwickeln, die sich durch eine ungewöhnliche Wohnungstypologie auszeichnen sollten. Nach seinen zukunftsweisenden Investitionen für diese Vorstadtgemeinden entstand die Vision ein Hullmark Center in Yonge und Sheppard zu entwerfen.

## Details
Der Nordturm wurde 2015 als Wohn- und Bürogebäude fertig gestellt und befindet sich in der Yonge Street. Er hat eine Höhe von 169,5 m und 45 Etagen.
Das zweite Gebäude befindet sich in der Sheppard Ave, hat 34 Stockwerke und ist 128 m hoch.